# (311) Claudia
(311) Claudia ist ein Asteroid des äußeren Hauptgürtels, der am 11. Juni 1891 vom französischen Astronomen Auguste Charlois am Observatoire de Nice entdeckt wurde.
Der Name war vom britischen Amateurastronom Arthur Butler Phillips Mee aus Cardiff zum Gedenken an dessen Frau Claudia schriftlich an Charlois vorgeschlagen und später von diesem bestätigt worden.
(311) Claudia ist eines der größeren Mitglieder der Koronis-Familie, einer sehr zahlreichen Gruppe von Asteroiden, die durch eine kollisionsbedingte Zerstörung des Vorgängerkörpers von (158) Koronis entstanden.

## Wissenschaftliche Auswertung
Aus Ergebnissen der IRAS Minor Planet Survey (IMPS) wurden 1992 erstmals Angaben zu Durchmesser und Albedo für zahlreiche Asteroiden abgeleitet, darunter auch (311) Claudia, für die damals Werte von 24,1 km bzw. 0,34 erhalten wurden. Eine Auswertung von Beobachtungen durch das Projekt NEOWISE im nahen Infrarot führte 2011 zu vorläufigen Werten für den Durchmesser und die Albedo im sichtbaren Bereich von 25,8 km bzw. 0,24. Nachdem die Werte 2012 nach neuen Messungen auf 24,5 km bzw. 0,32 korrigiert worden waren, wurden sie 2014 auf 26,3 km bzw. 0,22 geändert.
Eine spektroskopische Untersuchung von 820 Asteroiden zwischen November 1996 und September 2001 am La-Silla-Observatorium in Chile ergab für (311) Claudia eine taxonomische Klassifizierung als S- bzw. Sk-Typ.
Photometrische Beobachtungen von (311) Claudia fanden erstmals statt vom 27. April bis 7. Mai 1984 McDonald-Observatorium in Texas. Aus der aufgezeichneten Lichtkurve wurde eine Rotationsperiode von 11,48 h abgeleitet. Weitere Messungen im Januar 1988 am McDonald-Observatorium, im Januar 1993 am Michigan-Dartmouth-MIT (MDM) Observatory in Arizona sowie vom Januar 1993 bis März 1994 am Wallace Astrophysical Observatory (WAO) in Massachusetts führten jedoch in der Auswertung dazu, den zuvor vermuteten Wert der Rotationsperiode zurückzuweisen und dafür einen neuen Wert von 7,530 h zu bestimmen. Neue Beobachtungen aus dem Zeitraum Januar bis Mai 1998 am WAO sowie vom 18. November 2001 am Whitin Observatory in Massachusetts konnten dies mit einem verbesserten Wert von 7,532 h bestätigen. Außerdem wurden zwei alternative Lösungen für die Position der Rotationsachse mit prograder Rotation bestimmt.
Aus den archivierten Daten wurde 2003 in der Ukraine für (311) Claudia eine Rotationsperiode von 7,5314 h abgeleitet. Es wurde daneben eine Position für die Rotationsachse prograder Rotation sowie die Achsenverhältnisse eines dreiachsig-ellipsoidischen Gestaltmodells für den Asteroiden berechnet.
Eine Auswertung von archivierten Lichtkurven des United States Naval Observatory in Arizona, von LONEOS, der Catalina Sky Survey und der Mount Lemmon Survey ermöglichte in einer Untersuchung von 2011 erstmals die Berechnung eines dreidimensionalen Gestaltmodells für zwei alternative Positionen der Rotationsachse mit prograder Rotation und einer Periode von 7,53138 h. Neue photometrische Beobachtungen von (311) Claudia erfolgten dann noch einmal zwischen dem 31. Oktober und 11. November 2020 durch eine Gruppe von spanischen Amateurastronomen an verschiedenen Observatorien. Sie konnten eine Rotationsperiode von 7,53 h bestimmen.
Zwischen 2012 und 2018 wurden mit der All-Sky Automated Survey for Supernovae (ASAS-SN) auch photometrische Daten von 20.000 Asteroiden aufgezeichnet. Auf mehr als 5000 davon konnte erfolgreich die Methode der konvexen Inversion angewendet werden, darunter auch (311) Claudia, für die in einer Untersuchung von 2021 ein verbessertes dreidimensionales Gestaltmodell für zwei alternative Rotationsachsen mit prograder Rotation und einer Periode von 7,5314 h berechnet wurde.
Aus archivierten Daten des Asteroid Terrestrial-impact Last Alert System (ATLAS) aus dem Zeitraum 2015 bis 2018 konnte in einer Untersuchung von 2022 mit der Methode der konvexen Inversion eine Rotationsperiode von 7,53139 h bestimmt werden. Im Jahr 2023 wurde aus photometrischen Messungen von Gaia DR3 erneut ein dreidimensionales Gestaltmodell des Asteroiden für zwei alternative Rotationsachsen mit prograder Rotation und einer Periode von 7,5314 h berechnet.

## Asteroidenpaar
(311) Claudia bildet mit dem Asteroiden (1397) Umtata ein quasi-complanares Asteroidenpaar. Sie besitzen sehr ähnliche Bahnelemente und bewegen sich nahezu in der gleichen Bahnebene, allerdings ist die Bahn von (1397) Umtata kleiner und elliptischer und ihre Apsidenlinien sind stark gegeneinander verdreht. (1397) Umtata besitzt eine deutlich kürzere Umlaufzeit um die Sonne als (311) Claudia, so dass er sie etwa alle 40 Jahre überholt. Für einen Zeitraum von etwa vier Jahren führen die beiden Asteroiden dann als Quasisatelliten eine Pendelbewegung umeinander aus, allerdings ohne gravitativ aneinander gebunden zu sein, bevor sie sich wieder voneinander entfernen. In den 1000 Jahren um die derzeitige Epoche herum kommen sich die beiden Körper aber nicht näher als 1,6 Mio. km.